# San Pancrazio Salentino
San Pancrazio Salentino község (comune) Olaszország Puglia régiójában, Brindisi megyében.

## Fekvése
Brindisitől délnyugatra, a Salento területén fekszik. 

## Története
A település elődjét, a régészeti leletek tanúsága szerint, a messzápok alapították az i.e. 8-7 században. A település az i.e. 1 évszázad végére elnéptelenedett, a rómaiak katonai pihenőhelynek használták. Első írásos említése (venerabilem ecclesiam S. Pancratii) 1063-ból származik. A következő századokban nemesi birtok volt, majd a 19. század elején, a feudalizmus felszámolásával a Nápolyi Királyságban Torre Santa Susanna része lett. Önálló településsé 1839-ben vált.

## Népessége
A népesség számának alakulása:

## Főbb látnivalói
- San Pancrazio Martire-templom - a 19. század második felében épült
- Sant'Antonio da Padova-templom
- Santissima Annunziata-templom
- San Giuseppe Lavoratore-templom
- Castello arcivescovile (Érseki palota)
- Palazzo comunale (Városháza)
- Municipio vecchio (Régi városháza)

## Testvérvárosok
- Bisceglie, Olaszország